# مردم چلکان

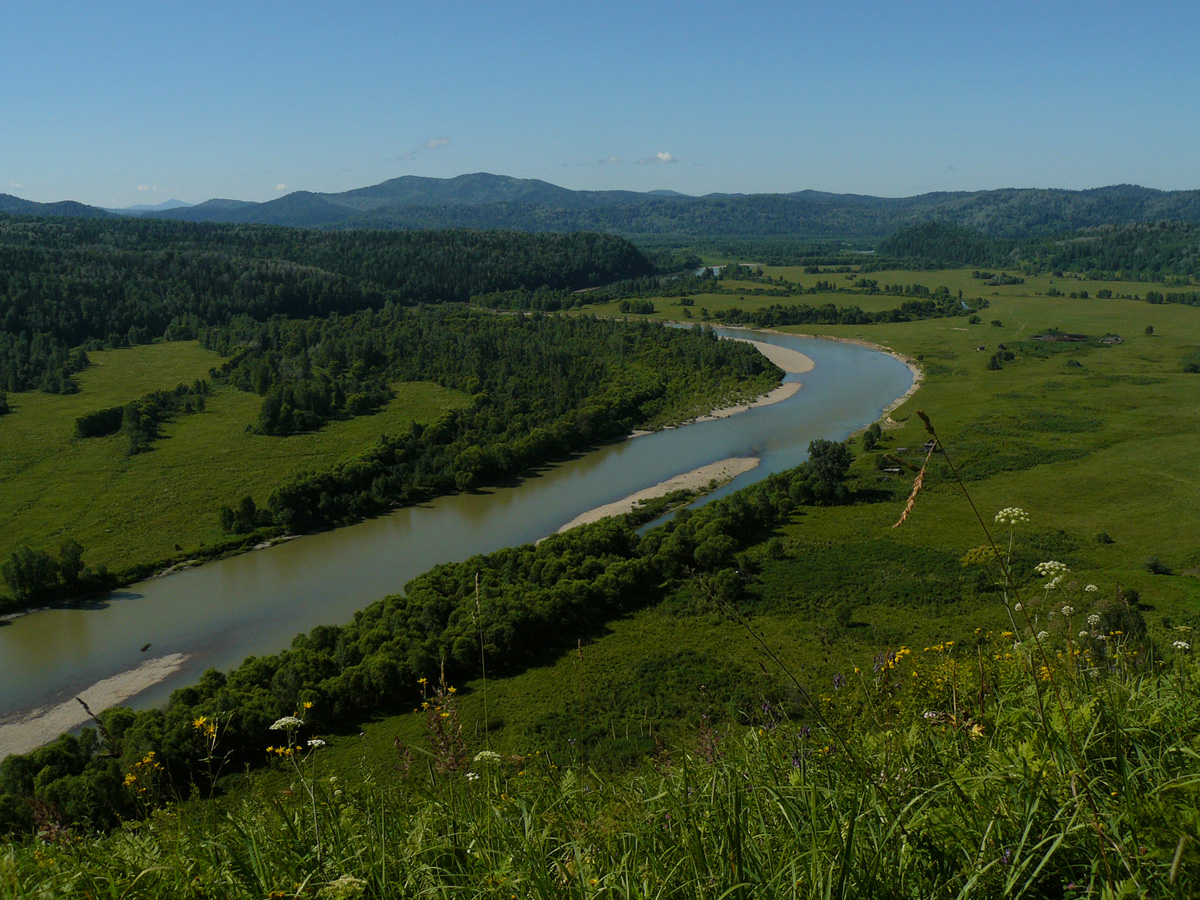
منظره رودخانه Lebed در شرق آلتای

مردم چلکان گروه کوچکی از مردمان ترک ساکن سیبری روسیه هستند. بخشی از آنان که در جمهوری آلتایی زندگی می‌کنند به عنوان گروهی از مردم آلتایی و بخشی که در استان کمروو زندگی می‌کنند به عنوان گروهی از مردم شور شناخته می‌شوند. اگرچه در سرشماری روسیه آنان به عنوان گروه قومی مستقل در روسیه شناخته می‌شوند.